# アメリカ・フレンズ奉仕団
アメリカ・フレンズ奉仕団 (American Friends Service Committee, AFSC) は、1917年にアメリカ合衆国フィラデルフィアで戦争による民間の犠牲者の救済のために設立されたキリスト友会（クエーカー）系の人道援助や社会正義、人権、平和や死刑の廃止などのために活動する団体である。1947年にイギリス・フレンズ協議会と共にノーベル平和賞を受賞した。
フレンド派は伝統的にあらゆる形態の暴力に反対し兵役を拒否したため、AFSCの当初の目的は良心的兵役拒否の実現のための兵役の代替であった。